# Otukpo
Otukpo est une zone de gouvernement local de l'État de Benue au Nigeria,.

## Peronnalités
Voici quelques personnalités nées à Otukpo :
- Betty Abah, journaliste et écrivaine.

## Source
- (en) Cet article est partiellement ou en totalité issu de l’article de Wikipédia en anglais intitulé « Otukpo » (voir la liste des auteurs).